# Anopheles acaci
Anopheles acaci este o specie de țânțari din genul Anopheles, descrisă de Francisco E. Baisas în anul 1946. Conform Catalogue of Life specia Anopheles acaci nu are subspecii cunoscute.